# Philippe Barbarin
Pour les articles homonymes, voir Barbarin.
Philippe Barbarin, né le 17 octobre 1950 à Rabat, est un évêque et cardinal de l'église catholique.
Ordonné prêtre le 17 décembre 1977 à Alfortville, pour le diocèse de Créteil, il part quatre ans à Madagascar comme prêtre fidei donum. De retour en France, il est brièvement curé de Bry-sur-Marne avant d'être nommé évêque de Moulins le 1er octobre 1998. Le 16 juillet 2002, il est nommé archevêque de Lyon et primat des Gaules. Il est créé cardinal par Jean-Paul II lors du consistoire du 21 octobre 2003. Le pape François accepte sa renonciation en tant qu'archevêque de Lyon le 6 mars 2020.
Il est prévenu d'avoir omis de signaler les abus sexuels commis par le prêtre Bernard Preynat. Sa condamnation de 2019 en première instance est réformée par la cour d'appel de Lyon, qui prononce sa relaxe en janvier 2020, relaxe confirmée par la Cour de cassation en 2021.

## Biographie

### Enfance et formation
Philippe Xavier Christian Ignace Marie Barbarin est le cinquième d'une famille de onze enfants (six filles, dont deux religieuses chez les sœurs de Bethléem, et cinq garçons, dont deux officiers et un médecin). Son père, Jacques Barbarin, est militaire puis achève sa carrière comme cadre dans une banque parisienne. Sa mère, Yvonne Maria Roques, est femme au foyer.
Il commence ses études à l'école primaire de Noisy-le-Grand puis les poursuit au lycée Gouraud à Rabat, au lycée Marcelin-Berthelot de Saint-Maur-des-Fossés, au lycée des Francs-Bourgeois (sous tutelle des Frères des écoles chrétiennes), à l'université Paris-Sorbonne, à l'IPC et à l'Institut catholique de Paris. En parallèle, il est élève au séminaire des Carmes.
Il est titulaire de deux maîtrises, l'une en philosophie (université Paris IV), l'autre en théologie (Institut catholique de Paris).

### Prêtre
Ordonné prêtre le 17 décembre 1977 à Alfortville, pour le diocèse de Créteil, il cumule les fonctions de vicaire puis de curé de Boissy-Saint-Léger (1991-1994) avec celles d'aumônier de lycée à Vincennes puis à Saint-Maur-des-Fossés. Il est délégué diocésain à l'œcuménisme de 1990 à 1994.
Il est excardiné du diocèse de Créteil et part quatre ans à Madagascar comme prêtre fidei donum. Il y enseigne la théologie au grand séminaire de Fianarantsoa, de 1994 à 1998.

### Évêque puis archevêque
De retour en France, il est brièvement curé de Bry-sur-Marne avant d'être nommé évêque de Moulins le 1er octobre 1998. Il est consacré le 22 novembre suivant par Philibert Randriambololona, archevêque de Fianarantsoa, assisté de André Quélen, son prédécesseur, et de Daniel Labille, évêque de Créteil.
Le 16 juillet 2002, il est nommé archevêque de Lyon et primat des Gaules. Le 6 mars 2020, le pape François accepte sa démission en tant qu'archevêque de Lyon, ville dont il devient alors archevêque émérite.

### Cardinal
Il est créé cardinal par Jean-Paul II lors du consistoire du 21 octobre 2003, avec le titre cardinal-prêtre de la Trinité des Monts (Santissima Trinità al Monte Pincio). Il participe aux conclaves de 2005, 2013 et 2025, qui élisent respectivement les papes Benoît XVI, François et Léon XIV.
Au sein de la Conférence des évêques de France, il est membre de la Commission doctrinale. Le 8 novembre 2008, il est réélu à cette fonction pour trois ans.
Au sein de la Curie romaine, il est membre de la Congrégation pour le culte divin et la discipline des sacrements et de la Congrégation pour les instituts de vie consacrée et les sociétés de vie apostolique.
En décembre 2007, dans une lettre adressée aux prêtres de son diocèse, il révèle être atteint d'un cancer de la prostate. Le mal ayant été décelé très tôt, il put en guérir rapidement. Cette annonce a une résonance particulière à Lyon, les précédents primats des Gaules ayant souffert ou étant morts d'un cancer.
Le 17 juin 2008, il participe au congrès eucharistique de Québec avec plusieurs autres cardinaux et évêques du monde entier.

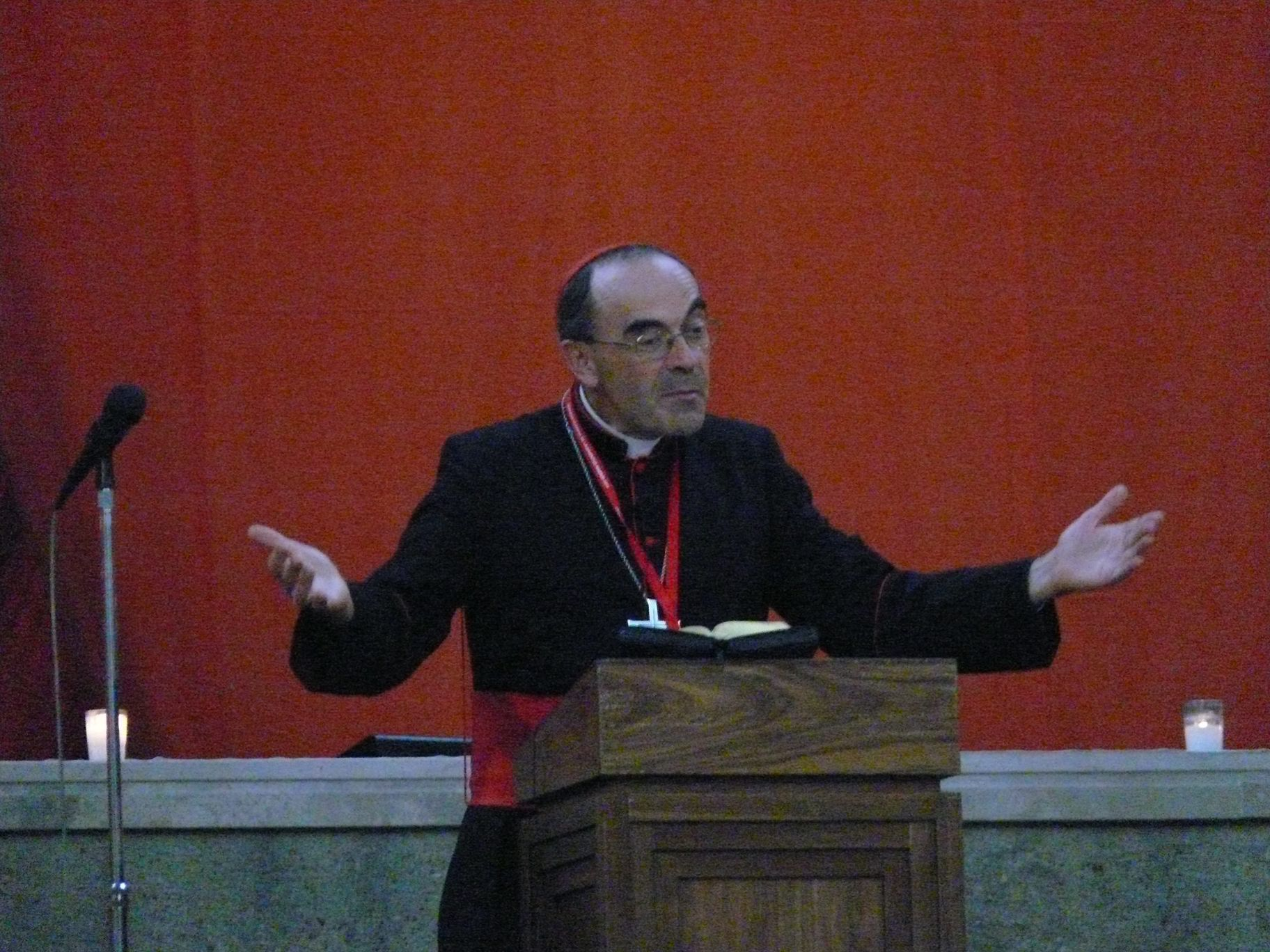
Philippe Barbarin pendant les Journées mondiales de la jeunesse 2011.

En juillet 2014, il lance un jumelage de l'archidiocèse de Lyon avec le diocèse de Mossoul, dont les fidèles sont persécutés. En décembre suivant, il effectue un nouveau voyage en Irak avec une centaine de personnes de son archidiocèse.
En 2011, il crée la Maison des Familles dans le centre-ville de Lyon.
Le 2 janvier 2017, le pape François le nomme son envoyé spécial pour le 4e Congrès apostolique mondial de la Miséricorde, prévu à Manille du 16 au 20 janvier 2017.

### Archevêque émérite
Le 6 mars 2020, sa démission est acceptée par le Pape François.
Le 25 juin 2020, il annonce son départ pour l'archidiocèse de Rennes, où il est aumônier de la maison-mère des Petites Sœurs des pauvres à Saint-Pern, en Ille-et-Vilaine. Il donne des cours « sur l'Église » à des séminaristes, indiquant : « Enseigner la foi, ça me plaît ».
Le 25 juin 2022, il préside l'ordination sacerdotale de 14 nouveaux prêtres de la communauté Saint-Martin, en la basilique de l'abbaye Notre-Dame d'Evron.

## Succession apostolique
Philippe Barbarin a ordonné les évêques suivants :
- Archevêque Hervé Giraud (2003)
- Évêque Thierry Marie Jacques Brac de la Perrière (2003)
- Archevêque Dominique Lebrun (2006)
- Évêque Jean-Pierre Louis Roger Sylvain Batut (2009)
- Archevêque Philippe Gabriel Marie Augustin Ballot (2009)
- Cardinal Jean-Paul Vesco, O.P. (2013)
- Évêque Pierre-Yves Michel (2014)
- Archevêque Jean-Louis Marie Balsa (2015)
- Évêque Sylvain Jean-Luc Bataille, S.J.M.V. (2016)
- Évêque Emmanuel Marie Anne Alain Gobilliard (2016)

## Prises de position

### Avortement
Le cardinal a pris position de nombreuses fois contre l'avortement et participé à plusieurs reprises à la marche pour la vie de Paris,, et a « apporté son soutien » à des manifestations contre l'avortement à Lyon.

### Mariage homosexuel
Dans une déclaration commune de responsables religieux de la région lyonnaise, il déclare que le mariage entre un homme et une femme est un repère fondateur de l'humanité.
Le cardinal Philippe Barbarin, à l'instar d'autres prélats catholiques, a clairement pris position contre le mariage entre deux personnes de même sexe. Après de multiples prises de paroles, il s'en explique dans une tribune remarquée dans le journal La Croix en janvier 2014.
Le 24 octobre 2012, dans une interview diffusée par la radio RCF et la chaîne TLM, il affirme, à propos de l'ouverture du mariage aux couples de même sexe : « Après, ils vont vouloir faire des couples à trois ou à quatre… Après, un jour peut-être, je ne sais pas quoi, l'interdiction de l'inceste tombera. Enfin, si vous voulez, à partir du moment où il y a quelques repères qui sont majeurs, effondrés […] ».
Sur la question du pouvoir du Parlement, il affirme : « J'aime la démocratie, elle est le moins mauvais des régimes. Mais il ne faudrait pas qu'elle devienne une démocratie absolue. Je sais bien que le Parlement a le pouvoir de changer les lois définissant le sens du mariage, mais je pose la question de savoir s'il est légitime de décider de tout, de changer le sens des mots ».

### Chrétiens d'Orient
Le cardinal Philippe Barbarin est tout particulièrement engagé dans la cause des chrétiens d'Orient. Il est notamment à l'origine de l'appel lancé avec l'évêque d'Alep, à sonner les cloches de toutes les églises de France le 15 août, pour soutenir les chrétiens d'Orient.
Il s'est rendu plusieurs fois à Erbil, en Irak, pour apporter son soutien direct aux chrétiens. Il était porteur d'un message du pape dénonçant précisément l'exil forcé de la communauté chrétienne.
Le cardinal annonce le 29 juillet 2014, lors d'une messe célébrée dans la cathédrale Saint-Joseph d'Erbil, que l'archéparchie de Mossoul était jumelée avec le diocèse de Lyon.
Le cardinal Barbarin invite à dire quotidiennement un Notre Père à l'intention des chrétiens persécutés et à, si possible, dire cette prière en araméen, leur langue et celle de Jésus.
En juillet 2017, il effectue un voyage en Irak à la tête d'une délégation de religieux français afin d'y visiter Mossoul et Qaraqosh après le retrait de l'État islamique de ces villes.

## Accusations de non-dénonciation d’agressions sexuelles sur mineurs
Philippe Barbarin est condamné en première instance en mars 2019 pour ne pas avoir signalé à la justice les agissements pédocriminels du prêtre Bernard Preynat. Les juges de la cour d’appel de Lyon ne confirment pas sa condamnation et prononcent sa relaxe le 30 janvier 2020, estimant qu'il ne peut pas être poursuivi pour non-dénonciation d’agressions sexuelles sur mineurs, car bien que ce délit concernât des victimes incapables de porter plainte elles-mêmes au moment des faits, à savoir des mineurs, les victimes étaient devenues majeures et capables de porter plainte elles-mêmes quand le cardinal Barbarin a eu connaissance de ces agissements. La cour d'appel a ajouté que le cardinal Barbarin n'avait jamais eu l'intention d'entraver la justice. Elle s'appuie pour cela sur un mail qu'avait envoyé l'un des plaignants au cardinal en novembre 2015 : « J’ai pu voir par la presse que vous aviez décidé de communiquer. J’avais reçu quelques jours auparavant un appel du commissariat de police de Lyon pour me prévenir que la procédure allait sortir dans la presse. De plus il m’a été dit que d’autres victimes auraient été trouvées et qui ne sont pas sous le coup de la prescription. Mes enfants en juin et moi-même vous avaient prévenu de notre démarche judiciaire et je sais que vous étiez supporter de ma démarche (je vous en remercie). » Les parties civiles annoncent un pourvoi en cassation,,,, qui est rejeté par la Cour le 14 avril 2021.
En octobre 2020, Philippe Barbarin publie un livre qu'il présente ainsi : « Tout se dit mais où est la vérité ? On a faussé tout ce que j'ai pu dire. On a interprété des faits en les détournant (...) Le temps est venu d'apporter mon témoignage. La vérité est nécessaire. Pour tous. »

## Accusations de non-dénonciation d’agressions sexuelles sur majeur
Philippe Barbarin aurait connu une victime en 2015 des Abus sexuels aux Missions étrangères de Paris, sans pour autant les dénoncer auprès de la justice,.
Début 2016 il est informé de suspicions d'abus sexuels de la part du supérieur des Missions étrangères de Paris Georges Colomb et avant son ordination épiscopale, mais aucune démarche n'est faite par Philippe Barbarin. Georges Colomb est ordonné en mai 2016.
Le 13 juin 2023, trois titres de la presse catholique, La Croix, Famille chrétienne et La Vie, publient une enquête issue d’une « collaboration inédite pour vérifier certaines informations et mutualiser plusieurs contacts – chaque titre restant indépendant quant au travail journalistique »,,. Georges Colomb se met en retrait de son diocèse lors de la publication conjointe par La Vie, Famille chrétienne et La Croix d'une enquête le visant. Le 17 novembre 2023, Georges Colomb est mis en examen pour tentative de viol,,. Philippe Barbarin refuse de s'expliquer aux journalistes « réservant sa réponse à la justice, ».

## Distinctions
- Officier de la Légion d'honneur par décret du 8 avril 2012[1]
- Chevalier de la Légion d'honneur par décret du 31 décembre 2002
- Officier de l'ordre national du Mérite depuis le 8 mai 2007. Sa mère est également officier de l’ordre national du Mérite (décret du 14 novembre 2000 portant promotion et nomination) en hommage à plus d'un demi-siècle d'activités familiales.

Il est nommé docteur honoris causa de l'Institut de Théologie Saints Méthode et Cyrille de l'université d'État de Minsk en Biélorussie. En tant qu'archevêque de Lyon, il est également chancelier de l'université catholique de Lyon.
En 2008, il fait partie des candidats à l'Académie française, afin de tenir le rôle informel d'« aumônier des académiciens », en succession au cardinal Lustiger, décédé. Claude Dagens, évêque d'Angoulême, lui est finalement préféré.
En 2015, il est élu Lyonnais de l'année par les lecteurs du journal LyonMag.

## Devises épiscopales
- « Qu'ils soient un »[note 3] Devise d'archevêque de Lyon
- « Toi, suis-moi »[note 1]. Devise de cardinal.

## Œuvres
- Chrétien, quelle est ta foi ?, en collaboration, Desclée de Brouwer 1979.
- Cent Points chauds de l’Histoire de l’Église, en collaboration, Desclée de Brouwer 1980.
- Vivre l'Eucharistie, en collaboration, Droguet et Ardant 1981.
- Jamais je ne t'oublierai, Droguet et Ardant 1992.
- Théologie et sainteté : introduction à Hans-Urs von Balthasar, Parole et Silence 1999, Parole et Silence 2017 (poche).
- Suivre Jésus de près : lettre pastorale aux catholiques du diocèse de Lyon, Parole et Silence 2006.
- Jardins intérieurs : regards croisés sur l'art et la foi, avec Fabrice Hadjadj, Parole et Silence/Desclée de Brouwer 2007.
- Ambassadeurs de Dieu de Caroline Pigozzi, entretien, Desclée de Brouwer 2007.
- Le rabbin et le cardinal : un dialogue judéo-chrétien d'aujourd'hui, avec le grand-rabbin Gilles Bernheim et Jean-François Mondot, Stock 2008, Points 2013 (poche).
- Les Robes rouges de Caroline Pigozzi, entretien, Desclée de Brouwer/Plon 2009.
- Quel devenir pour le christianisme ?, avec Luc Ferry et Jean-Marie Guénois, Salvator 2009, Albin Michel 2011 (poche).
- L'Église est une servante : un chemin de trois années, pour préparer le 50e anniversaire du concile Vatican II : lettre pastorale aux catholiques du diocèse de Lyon, Lethielleux 2010, Parole et Silence 2016 (poche).
- Lyon : primatiale des Gaules, dir., La Nuée Bleue 2011.
- Adoration et eucharistie : dans l'espérance du Royaume, Les Béatitudes 2011.
- Prières glanées, Fidélité 2014.
- Oser le défi de la réconciliation, en collaboration, Parole et Silence 2014.
- Dieu est-il périmé : paroles humaines, paroles de feu, avec Jean-Marie Montali, La Martinière 2015.
- Afin que le monde croie… l’Église, une fraternité missionnaire ! : lettre pastorale aux catholiques du diocèse de Lyon, 2015.
- Tibhirine : l'héritage, en collaboration, Bayard 2016.
- Sa miséricorde s'étend d'âge en âge : méditations juive, musulmane, protestante et catholique, en collaboration, Parole et Silence 2016.
- Miséricorde est son nom, avec le grand-rabbin Haïm Korsia, Éditions de l'Emmanuel/Amitié judéo-chrétienne de France 2017.
- La Miséricorde aux périphéries, en collaboration, Parole et Silence 2018.
- En mon âme et conscience - l'affaire, l'Église, la vérité d'un homme, Plon, 1er octobre 2020, 309 p.  (ISBN 978-2-259-28422-6)